# Stazione di Ishiya
La stazione di Ishiya (石谷駅?, Ishiya-eki) è una piccola stazione priva di personale situata nella cittadina di Mori, in Hokkaidō, Giappone, servita dalla linea principale Hakodate della JR Hokkaido.

## Linee
JR Hokkaido
■ Linea principale Hakodate

## Struttura
La stazione è dotata di un marciapiede laterale e uno a isola con tre binari totali, di cui uno a servizio del ricovero dei treni merci.

## Stazioni adiacenti
| «                         | Servizio                  | »                         |
| Linea principale Hakodate | Linea principale Hakodate | Linea principale Hakodate |
| ------------------------- | ------------------------- | ------------------------- |
| Katsuragawa               | Locale                    | Hon-Ishikura              |
| Il rapido non ferma       |                           |                           |